# Hauts-de-Seine
Hauts-de-Seine (pronuncia francese [od(ə)sɛn]), in italiano Alture della Senna, è un dipartimento della Francia nella regione dell'Île-de-France.

## Geografia fisica

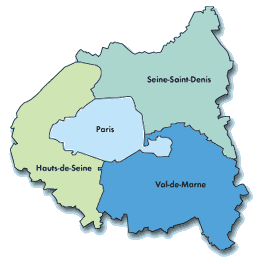
Parigi e la "piccola corona" formata da tre dipartimenti. A ovest quello degli Hauts-de-Seine.

Il territorio del dipartimento confina con i dipartimenti della Senna-Saint-Denis a nord-est, della Val-d'Oise a nord, degli Yvelines a ovest, dell'Essonne a sud, della Valle della Marna (Val-de-Marne) a sud-est e di Parigi a est.
Le principali città, oltre al capoluogo Nanterre, sono Antony e Boulogne-Billancourt.
Il dipartimento è stato creato il 1º gennaio 1968, grazie all'applicazione della legge del 10 luglio 1964 che prevedeva la suddivisione dell'antico dipartimento di Seine-et-Oise.
Il territorio del dipartimento è altamente popolato e sorge in una zona fortemente caratterizzata dalla presenza di strutture commerciali e grandi aziende di servizi. In particolare la presenza del quartiere La Défense di recente costruzione e con un impatto architettonico molto moderno (Grande Arche de la Défense) ha favorito il proliferare di società di carattere nazionale e internazionale.